# Uilenburg (Amsterdam)
Uilenburg est à la fois une île et un quartier de l'arrondissement Centrum d'Amsterdam, aux Pays-Bas. Elle fait partie, avec Valkenburg et Rapenburg des trois îles situées à l'est de l'actuel Oudeschans qui furent aménagées et rattachées à la ville dans le cadre du « Deuxième plan d'expansion » (Tweede uitleg), en 1553.
L'origine du nom de l'île n'est pas connu avec certitude, mais il pourrait venir de celui des anciens marécages situés à son emplacement, baptisés Uylenbraeck en 1470. L'île est entourée de trois canaux en plus du Oudeschans, le Rapenburgwal, le Uilenburgergracht et le Houtkopersburgwal. De nombreux vieux entrepôts traditionnels (pakhuizen) se trouvent toujours sur l'île, même si la plupart furent détruits au cours des années 1980. Uilenburg constitua à cette époque l'un des premiers quartiers de la ville à faire l'objet d'une réhabilitation, au cours de laquelle les vieux immeubles furent démolis pour laisser place à des constructions plus modernes. Les anciennes rues principales du quartier, Uilenburgerstraat et Batavierstraat furent elles aussi réaménagées pour laisser place à la Nieuwe Uilenburgerstraat.